# 縣道145號
縣道145號（埤頭－港尾寮），北起彰化縣埤頭鄉小埔心，途經雲林縣，南至嘉義縣六腳鄉港尾寮，全長共計51.561公里。
- 西螺大橋（雲林西螺端）

## 支線

### 甲線
縣道145甲線（土庫－中庄），北起雲林縣土庫鎮土庫市區，南至嘉義縣新港鄉中庄與埤子頭，全長共計12.955公里。

### 乙線
縣道145乙線（虎尾－大美），又稱斗六聯絡道，係「高速鐵路雲林站區聯外道路系統改善計畫」中的新闢道路，全長9.630公里。

## 歷史沿革
- 1961年編成縣道145 彰化－台南，全長142.113公里；縣道145甲 鹿港－莿桐腳；縣道145乙 土庫－新港 ，縣道145丙 學甲－佳里。
- 1976年145線彰化小埔心段0-24k與新街台南段24k+044~68k+170納入新闢台19線，145線改為小埔心－新街，全長43.593公里；縣道145甲 鹿港－莿桐腳獨立為縣道142號鹿港－莿桐腳線，縣道145乙 土庫－新港 改編為145甲線；縣道145丙 學甲－佳里改編為南19線鄉道。
- 1983年145線改稱埤頭－新街 （埤頭與小埔心為同一地點）。
- 2016年國道一號虎尾交流道新闢之斗六聯絡道編為縣道145乙 虎尾－大美。
- 2017年4月25日縣道145號終點延長，納入北港鎮文仁路經媽祖大橋至六腳鄉港尾寮之外環道路，延長後名稱改為埤頭－港尾寮，全長51.106公里[2]。
- 2017年11月3日縣道145起點延長，納入縣道150岔路至中央路口路段，延長後名稱仍為埤頭－港尾寮，全長51.561公里。[3]

## 行經行政區域
主線
| 彰化縣                   | 埤頭鄉 | 小埔心     | 0.000     | 縣道150號         | 公路起點                      |
| 彰化縣                   | 埤頭鄉 | 連交厝     | 0.000     | 縣道150號         | 公路起點                      |
| 彰化縣                   | 埤頭鄉 | 小埔心     | －        | 彰152線           | 彰152線終點                   |
| 彰化縣                   | 埤頭鄉 | 連交厝     | －        | 彰152線           | 彰152線終點                   |
| 彰化縣                   | 埤頭鄉 | 小埔心     | －        | （地區道路）      |                               |
| 彰化縣                   | 埤頭鄉 | 崙仔腳     | －        | （地區道路）      |                               |
| 彰化縣                   | 埤頭鄉 | －         |           |                   |                               |
| 彰化縣                   | 埤頭鄉 | 江西店     | －        | （地區道路）      |                               |
| 彰化縣                   | 埤頭鄉 | 崙仔腳     | －        | （地區道路）      |                               |
| 彰化縣                   | 埤頭鄉 | 公館       | －        | 台19線            |                               |
| 彰化縣                   | 埤頭鄉 | 大湖厝     | －        | （地區道路）      |                               |
| 彰化縣                   | 埤頭鄉 | 竹圍       | －        | （地區道路）      |                               |
| 彰化縣                   | 埤頭鄉 | 路口厝     | －        | （地區道路）      |                               |
| 彰化縣                   | 埤頭鄉 | 4.935      | 縣道152號 |                   |                               |
| 彰化縣                   | 埤頭鄉 | 庄尾       | －        | （地區道路）      |                               |
| 彰化縣                   | 埤頭鄉 | 庄尾       | －        |                   |                               |
| 彰化縣                   | 埤頭鄉 | 庄尾       | －        | 彰176線           | 彰176線終點                   |
| 彰化縣                   | 埤頭鄉 | 庄尾       | －        |                   |                               |
| 彰化縣                   | 埤頭鄉 | 庄尾       | －        | （地區道路）      |                               |
| 彰化縣                   | 溪州鄉 | 水尾       | －        | 彰106線           | 彰106線起點                   |
| －                       |        |            |           |                   |                               |
| 雲林縣                   | 西螺鎮 | 西螺市區   | －        | 雲24線            | 雲24線終點                    |
| 雲林縣                   | 西螺鎮 | 西螺市區   | 9.805     | 縣道154號         |                               |
| 雲林縣                   | 西螺鎮 | 新社       | －        | 雲39線            |                               |
| 雲林縣                   | 西螺鎮 | 新社       | －        | 雲28線            | 雲28線終點                    |
| 雲林縣                   | 西螺鎮 | 新社       | －        |                   |                               |
| 雲林縣                   | 西螺鎮 | 新社       | －        | （地區道路）      |                               |
| 雲林縣                   | 西螺鎮 | 新社       | －        |                   |                               |
| 雲林縣                   | 西螺鎮 | 新社       | －        | （地區道路）      |                               |
| 雲林縣                   | 西螺鎮 | －         |           |                   |                               |
| 雲林縣                   | 西螺鎮 | 下湳       | －        | 雲38線            | 雲38線起點                    |
| 雲林縣                   | 西螺鎮 | 魚寮       | －        | 雲38線            | 雲38線起點                    |
| 雲林縣                   | 西螺鎮 | 下湳       | －        | 雲41線            | 雲41線起點                    |
| 雲林縣                   | 西螺鎮 | 魚寮       | －        | 雲41線            | 雲41線起點                    |
| 雲林縣                   | 西螺鎮 | －         |           |                   |                               |
| 雲林縣                   | 西螺鎮 | 下湳       | －        | 雲31線            | 雲18線終點                    |
| 雲林縣                   | 西螺鎮 | 下湳       | －        | 雲32線            | 雲32線終點                    |
| 雲林縣                   | 西螺鎮 | 下湳       | －        | 雲34線            | 與雲34線共線起點              |
| 雲林縣                   | 西螺鎮 | －         |           |                   |                               |
| 雲林縣                   | 西螺鎮 | 九隆       | －        | 雲34線            | 與雲34線共線終點              |
| 雲林縣                   | 西螺鎮 | 吳厝       | 17.681    | 縣道156號         | 與縣道156號共線起點           |
| 雲林縣                   | 西螺鎮 | 吳厝       | －        | 縣道156號         | 與縣道156號共線終點           |
| 雲林縣                   | －     |            |           |                   |                               |
| 雲林縣                   | 虎尾鎮 | 廉使       | －        | 雲90線            | 雲90線終點                    |
| 雲林縣                   | 虎尾鎮 | 廉使       | －        | 縣道145乙線       | 縣道145乙線起點               |
| 雲林縣                   | 虎尾鎮 | 尾寮       | －        | 縣道145乙線       | （同上）                      |
| 雲林縣                   | 虎尾鎮 | 尾寮       | －        | 縣道145乙線       |                               |
| 雲林縣                   | 虎尾鎮 | 安溪寮     | －        | 雲74線 · 雲92線   | 雲74線起點 雲92線終點         |
| 雲林縣                   | 虎尾鎮 | 埒內       | －        | 雲74線 · 雲92線   | 雲74線起點 雲92線終點         |
| 雲林縣                   | 虎尾鎮 | 安溪寮     | 22.105    | 縣道158號         |                               |
| 雲林縣                   | 虎尾鎮 | 埒內       | 22.105    | 縣道158號         |                               |
| 雲林縣                   | 虎尾鎮 | －         |           |                   |                               |
| 雲林縣                   | 虎尾鎮 | 虎尾市區   | －        | （地區道路）      |                               |
| 雲林縣                   | 虎尾鎮 | 竹圍子     | －        | （地區道路）      |                               |
| 雲林縣                   | 虎尾鎮 | 頂湳仔     | －        | （地區道路）      | 0                             |
| 雲林縣                   | 虎尾鎮 | 頂湳仔     | －        | 雲89線            | 雲89線起點                    |
| 雲林縣                   | 虎尾鎮 | 虎尾交流道 | －        | 台78線            |                               |
| 雲林縣                   | 虎尾鎮 | 中湳仔     | －        | 雲89-1線          |                               |
| 雲林縣                   | 虎尾鎮 | 下湳仔     | 27.184    | 縣道158甲線       | 與縣道158甲線共線起點         |
| 雲林縣                   | 虎尾鎮 | 下湳仔     | －        |                   |                               |
| 雲林縣                   | 虎尾鎮 | 下湳仔     | －        | 縣道158甲線       |                               |
| 雲林縣                   | －     |            |           |                   |                               |
| 雲林縣                   | 虎尾鎮 | 三合       | －        | 縣道158甲線       |                               |
| 雲林縣                   | 土庫鎮 | 過港       | －        | 縣道158甲線       |                               |
| 雲林縣                   | －     |            |           |                   |                               |
| 雲林縣                   | 虎尾鎮 | 三合       | －        | 縣道158甲線       |                               |
| 雲林縣                   | 土庫鎮 | 過港       | －        | 縣道158甲線       |                               |
| 雲林縣                   | 土庫鎮 | 土庫市區   | 28.428    | 縣道158甲線       | 與縣道158甲線共線終點         |
| 雲林縣                   | 土庫鎮 | 過港       | 28.428    | 縣道158甲線       | （同上）                      |
| 雲林縣                   | 土庫鎮 | 過港       | －        | 雲95線 · 雲95-1線 | 與雲95線共線起點 雲95-1線起點 |
| 雲林縣                   | 土庫鎮 | 過港       | －        | 雲95線            | 與雲95線共線終點              |
| 雲林縣                   | 土庫鎮 | 土庫市區   | －        | 雲173線           |                               |
| 雲林縣                   | 土庫鎮 | 土庫市區   | －        | 縣道145甲線       | 縣道145甲線起點               |
| 雲林縣                   | 土庫鎮 | 新興       | －        | 雲102線           | 雲102線終點                   |
| 雲林縣                   | 土庫鎮 | 糞箕湖     | －        | 雲104線           | 雲104線終點                   |
| 雲林縣                   | 土庫鎮 | 無底潭     | 33.972    | 縣道160號         | 縣道160號終點                 |
| 雲林縣                   | 土庫鎮 | 無底潭     | －        | 雲101線           | 雲101線終點                   |
| 雲林縣                   | 土庫鎮 | 無底潭     | －        | 雲86線            | 雲86線起點                    |
| 雲林縣                   | 元長鄉 | 卓運厝     | －        | 雲170線           |                               |
| 雲林縣                   | 元長鄉 | 頂寮       | 37.700    | 雲172線           |                               |
| 雲林縣                   | 元長鄉 | 客子厝     | 37.700    | 雲172線           |                               |
| 雲林縣                   | 元長鄉 | 下寮       | －        | 雲168線           |                               |
| 雲林縣                   | 元長鄉 | 東庄       | －        | 雲168線           |                               |
| 雲林縣                   | 元長鄉 | 湖仔內     | －        | 雲168-1線         | 雲168-1線終點                 |
| 雲林縣                   | 元長鄉 | 湖仔內     | －        |                   |                               |
| 雲林縣                   | 元長鄉 | 湖仔內     | －        | （地區道路）      |                               |
| 雲林縣                   | 北港鎮 | 府番       | －        | 雲162線           | 雲162線終點                   |
| 雲林縣                   | 北港鎮 | 府番       | －        | 雲164線           |                               |
| 雲林縣                   | 北港鎮 | 新街       | －        | 雲162-1線         | 雲162-1線起點                 |
| 雲林縣                   | 北港鎮 | 新街       | 44.396    | 台19線 · 雲162線  | 與台19線共線起點              |
| 雲林縣                   | 北港鎮 | －         |           |                   |                               |
| 雲林縣                   | 北港鎮 | 竹圍       | －        | 台19線            | 與台19線共線終點              |
| 雲林縣                   | 北港鎮 | 竹圍       | －        | 縣道155號         |                               |
| 雲林縣                   | 北港鎮 | 舩頭埔     | －        | 雲156線           |                               |
| 雲林縣                   | 北港鎮 | 北港市區   | －        | 雲156線           |                               |
| 雲林縣                   | 北港鎮 | 扶朝家     | －        | 縣道164號         | 僅設南出北入                  |
| 雲林縣                   | 北港鎮 | 北港市區   | －        | 縣道164號         | 僅設南出北入                  |
| － 跨越縣道164號、北港溪 |        |            |           |                   |                               |
| 嘉義縣                   | 六腳鄉 | 大庄       | －        | （地區道路）      |                               |
| 嘉義縣                   | 六腳鄉 | 新厝       | －        | （地區道路）      |                               |
| 嘉義縣                   | 六腳鄉 | 港尾寮     | 51.561    | 台19線            | 公路終點                      |
| 共線 半套匝道            |        |            |           |                   |                               |

甲線
| 雲林縣 | 土庫鎮 | 土庫市區 | 0.000  | 縣道145號    | 公路起點         |
| 雲林縣 | 土庫鎮 | 潮洋     | －     | （地區道路） |                  |
| 雲林縣 | 土庫鎮 | 下庄仔   | －     | 雲96線       | 雲96線起點       |
| 雲林縣 | 元長鄉 | 鹿寮     | －     | （地區道路） |                  |
| 雲林縣 | 元長鄉 | 鹿寮     | －     |              |                  |
| 雲林縣 | 元長鄉 | 鹿寮     | －     | 雲86線       | 與雲86線共線起點 |
| 雲林縣 | 元長鄉 | 鹿寮     | －     | 雲86線       | 與雲86線共線終點 |
| 雲林縣 | 元長鄉 | 鹿寮     | －     |              |                  |
| 雲林縣 | 元長鄉 | 鹿寮     | －     | （地區道路） |                  |
| 雲林縣 | 元長鄉 | －       |        |              |                  |
| 雲林縣 | 元長鄉 | 瓦磘     | －     | 雲170線      | 雲170線終點      |
| 雲林縣 | 元長鄉 | 內寮     | －     | 雲172線      | 雲172線終點      |
| 雲林縣 | 元長鄉 | 內寮     | －     | 雲168線      | 雲168線終點      |
| 雲林縣 | 元長鄉 | －       |        |              |                  |
| 雲林縣 | 元長鄉 | 崙仔     | －     | （地區道路） |                  |
| 10.856 |        |          |        |              |                  |
| 嘉義縣 | 新港鄉 | 崙子     | －     | 嘉86線       | 嘉86線起點       |
| 嘉義縣 | 新港鄉 | －       |        |              |                  |
| 嘉義縣 | 新港鄉 | 中庄     | 12.955 | 縣道157號    | 公路終點         |
| 嘉義縣 | 新港鄉 | 埤子頭   | 12.955 | 縣道157號    | 公路終點         |
| 共線   |        |          |        |              |                  |

乙線
全線均位於雲林縣境內。
| 鄉鎮 市區 | 地點       | 里程 （km） | 交會道路         | 備註                      |
| --------- | ---------- | ----------- | ---------------- | ------------------------- |
| 虎尾鎮    | 廉使       | 0.000       | 縣道145號        | 公路起點                  |
| 虎尾鎮    | 尾寮       | 0.000       | 縣道145號        | 公路起點                  |
| 虎尾鎮    | 廉使       | －          | 雲91線           | 雲91線起點                |
| 虎尾鎮    | 尾寮       | －          | 雲91線           | （同上）                  |
| 虎尾鎮    | 尾寮       | －          | 縣道145號        |                           |
| 虎尾鎮    | 埒內       | －          | 雲73線           |                           |
| 虎尾鎮    | 過溪子     | －          | 雲71線           |                           |
| 虎尾鎮    | 虎尾交流道 | 4.800       | 國道一號         |                           |
| 虎尾鎮    | 崁仔腳     | －          | 雲77線           |                           |
| 虎尾鎮    | 惠來厝     | －          | 雲77線           | 0                         |
| 虎尾鎮    | 惠來厝     | 7.200       | 台1線            |                           |
| 虎尾鎮    | 惠來厝     | －          | 雲74線           | 與雲74線共線起點          |
| 莿桐鄉    | 大埔尾     | 9.630       | 台1丁線 · 雲74線 | 公路終點 與雲74線共線終點 |
| 共線      |            |             |                  |                           |

## 沿線路名
| 主線 - 彰水路三－一段 - 中山路一段 - 建興路 - 平和路 - 平和南路 - 福來路 - 吳厝路 - 清雲路 - 埒內 - 林森路（虎尾鎮） - 建國路 - 林森路（土庫鎮） - 中正路 - 振興路 - 東興路 - 新德路 - 華勝路 - 文仁路 | 甲線 - 中華路 - 永鹿路 - 新生路 | 乙線 - 清雲路 |

## 沿線設施與景點
| 主線 - 彰化縣立埤頭國民中學 - 埤頭工業區 - 西螺福興宮 - 雲林縣西螺鎮吳厝國民小學 - 木棉花大道 - 雲林縣虎尾鎮中正國民小學 - 國立虎尾科技大學 - 雲林縣私立揚子高級中學 - 虎尾交流道（ 台78線） - 雲林縣私立永年高級中學 - 雲林縣土庫鎮越港國民小學 - 雲林縣元長鄉客厝國民小學 - 元長工業區 - 中國醫藥大學北港附設醫院 | 甲線 - 雲林縣元長鄉新生國民小學 乙線 - 虎尾交流道（ 國道一號） - 雲林縣莿桐鄉大美國民小學 |

## 特色活動
縣道145號及縣道145甲線為每年大甲媽祖遶境進香（大甲鎮瀾宮至新港奉天宮）路線主軸之一。於西螺大橋來往雲林及彰化兩縣，且去回程皆駐駕西螺福興宮後行經縣道145號至土庫圓環後，銜接縣道145甲線繼續往新港鄉。

## 相關工程

### 縣道145號雲林路段改善
縣道145號貫通雲林縣西螺鎮、虎尾鎮、土庫鎮至北港鎮，全長35公里，路面長期未重舖，部分路段路寬不到10米，2018年縣府向中央爭取納入前瞻計畫，獲核定經費達3.6億元進行改善，並配合高鐵聯外道路拓寬計畫4.5億元，打造出雲林縣的景觀大道。。
目前道路工程已於2021年竣工，另位於西螺鎮魚寮一號橋工程已於2023年7月完工通車。
*145甲線位於雲林縣元長鄉與嘉義縣新港鄉間的崙子橋，是每年大甲媽祖南下新港進香必經重要要橋樑，因長年使用橋墩部分鋼筋裸露，橋面寬度狹窄，經兩縣政府與地方人士達成共識，縣府已於2024年動工改建，改建成19米寬橋樑，截至2025年2月止已完工約四成，因兩端下方位處鄰近民宅施工不易，採用南北兩向分階段進行，其因2025大甲媽祖遶境進香活動需求，縣府決定先開放單一方向便橋，增加通行空間。

## 後續計畫

### 縣道145甲線崙子橋改建拓寬工程
交通部核定崙子橋改建拓寬計畫，長年累月在使用下橋面龜裂，每年三月大甲媽祖遶境往新港必經橋樑，數百萬的信徒通過堪憂無法持續承受，預計拓寬為19米橋樑。